# Балка Труханівка
Балка Труханівка — балка (річка) в Україні у Великорублівській сільській громаді Полтавського району Полтавської області. Ліва притока річки Мерли (басейн Дніпра).

## Опис
Довжина балки приблизно 9,58 км, найкоротша відстань між витоком і гирлом — 8,33  км, коефіцієнт звивистості річки — 1,13 . Формується декількома струмками та загатами.

## Розташування
Бере початок у селі Велика Рублівка. Тече переважно на північний захід і на східній околиці села Мала Рублівка впадає у річку Мерлу, ліву притоку річки Ворскли.

## Притоки
- Балка Громова - права
- Балка Почтарева - ліва

## Цікаві факти
- На лівому березі балки пролягає автошлях Т 1730[4] (автомобільний шлях місцевого значення у Полтавській області. Проходить територією розформованих Котелевського та Чутівського районів по маршруту Велика Рублівка — Чутово через Велику Рублівку — Чутове. Загальна довжина — 36,1 км.).
- У XX столітті на балці існували колгоспні двори, молочно-тваринна ферма (МТФ), газгольдер та декілька газових свердловин[3], а у XIX столітті — багато вітряних млинів[2].
- У ХІХ столітті у гирлі балки існував населений пункт Труханівка.